# Spoorlijn 130 (België)
Spoorlijn 130 is een Belgische spoorlijn die Namen met Charleroi verbindt. De lijn is 36,8 km lang en wordt gezien als een verlenging van spoorlijn 125 (Luik - Namen).

## Geschiedenis
De spoorlijn werd op 30 juli 1843 geopend door de Belgische Staatsspoorwegen. Het deel tussen Charleroi en Châtelet was reeds dubbelsporig aangelegd. Het deel tussen Châtelet en Namen werd pas in 1853 op dubbelspoor gebracht.
In 1932 werden op deze lijn, voor het eerst in België, lichtseinen geplaatst. Daarmee werden de mechanische seinen vervangen.
Tussen 1956 en 1959 werd de spoorlijn geëlektrificeerd met een bovenleidingsspanning van 3 kV. Op 25 februari 1957 was het baanvak tussen Namen en Jemeppe-sur-Sambre geëlektrificeerd, op 31 mei 1959 was ook het baanvak tussen Jemeppe-sur-Sambre en Charleroi geëlektrificeerd.
De maximumsnelheid bedraagt 100 km/u, maar het is de bedoeling om dit op te trekken tot 110 en 120 km/u. In het weekend van 5 en 6 september 2020 werden er werken uitgevoerd om de snelheid te kunnen verhogen naar 120 km/u ter hoogte van Franière.Hierbij werd er gebruikgemaakt van een nieuwe techniek waarbij sporen vooruitgeschoven werden (een techniek die ook gebruikt wordt bij de bouw van viaducten).

## Treindiensten
De NMBS verzorgt het personenvervoer met IC, piekuur- en S- treinen.
| Serie       | Treinsoort               | Route                                                                                         | Bijzonderheden                                            |
| ----------- | ------------------------ | --------------------------------------------------------------------------------------------- | --------------------------------------------------------- |
| IC 19       | Intercity (NMBS)         | Kortrijk – Moeskroen – Herzeeuw – Froyennes – /Doornik – Bergen – Charleroi-Centraal – Namen  | Eerst en laatste ritten van/naar Kortrijk.                |
| IC 25       | Intercity (NMBS)         | Moeskroen – Doornik – Bergen – Charleroi-Centraal – Namen – Luik-Guillemins – Herstal – Liers | Rijdt in het weekend tussen Moeskroen en Liers.           |
| P 7690/8690 | Piekuurtrein (NMBS)      | [ Tamines – ] Jemeppe-sur-Sambre – Gembloers                                                  | Een trein vanaf Tamines.                                  |
| P 7720/8720 | Piekuurtrein (NMBS)      | Jemeppe-sur-Sambre – Charleroi-Centraal – Brussel-Zuid – Schaarbeek                           | Rijdt alleen op werkdagen.                                |
| P 7780/8780 | Piekuurtrein (NMBS)      | Charleroi-Centraal – Namen – Jambes                                                           | Rijdt alleen op werkdagen. Een trein tot Jambes.          |
| S 61        | S-trein Charleroi (NMBS) | Waver – Charleroi-Centraal – Jambes                                                           | Rijdt in de week 2×/u tussen Jambes - Charleroi-Centraal. |

## Aansluitingen
In de volgende plaatsen is of was er een aansluiting op de volgende spoorlijnen:
Namen
Spoorlijn 125 tussen Luik-Guillemins en Namen
Spoorlijn 142 tussen Namen en Tienen
Spoorlijn 142A tussen Namen en Saint-Servais
Spoorlijn 154 tussen Namen en Heer-Agimont
Spoorlijn 161 Schaarbeek en Namen
Spoorlijn 162 Namen en Sterpenich
Floreffe
Spoorlijn 288 tussen Floreffe en Parc industriel de la Basse-Sambre
Jemeppe-sur-Sambre
Spoorlijn 144 tussen Gembloers en Jemeppe-sur-Sambre
Auvelais
Spoorlijn 147 tussen Landen en Tamines
Tamines
Spoorlijn 147 tussen Landen en Tamines
Spoorlijn 150 tussen Tamines en Jemelle
Châtelet
Spoorlijn 119 tussen Châtelet en Luttre
Spoorlijn 138 tussen Châtelet en Florennes-Centraal
Spoorlijn 140A tussen Châtelet en Lodelinsart
Charleroi-Centraal
Spoorlijn 124 tussen Brussel-Zuid en Charleroi-Centraal
Spoorlijn 124A tussen Namen en Charleroi-Centraal
Spoorlijn 130C tussen Charleroi-Centraal en Châtelet
Spoorlijn 140/1 tussen Charleroi-West en Charleroi-Centraal

## Verbindingsspoor
130/1: Jemeppe-Froidmont (lijn 144) - Y Moustier (lijn 130)

## Lijn 130B
Lijn 130B is het derde spoor tussen het station Namen en het vormingsstation Ronet. De spoorlijn is 3,2 km lang, enkelsporig en geëlektrificeerd met een bovenleidingsspanning van 3 kV. De maximumsnelheid is beperkt tot 40 km/u.

## Lijn 130C
Lijn 130C is het derde en vierde spoor tussen Charleroi en Châtelet ten noorden van lijn 130. De spoorlijn is 7 km lang, dubbelsporig en geëlektrificeerd met een bovenleidingsspanning van 3 kV. De spoorlijn werd in 1978 in dienst genomen. De maximumsnelheid is beperkt tot 90 km/u, tussen Charleroi en Couillet is de snelheid zelfs beperkt tot 40 km/u.
Deze spoorlijn bedient de stelplaats en werkplaats in het station Charleroi-Sud-Quai en het vormingsstation van Châtelet.

## Lijn 130D
Lijn 130D is het vierde spoor tussen het station Namen en het vormingsstation Ronet. De spoorlijn is 3,2 km lang, enkelsporig en geëlektrificeerd met een bovenleidingsspanning van 3 kV. De maximumsnelheid is beperkt tot 40 km/u.